# Zelfstandige kostenplaats
Een zelfstandige kostenplaats is een organisatorische eenheid (afdelingen) die niet rechtstreeks productief is, maar prestaties verricht voor andere kostenplaatsen en dus een dienstverlenend karakter heeft. Als voorbeeld kunnen afdelingen als 'onderhoud', 'technische dienst', 'bedrijfsbureau' en 'tekenkamer' genoemd worden. Dus een afgebakende eenheid binnen een bedrijf, waaraan kosten en prestatie kunnen worden toegekend.